# Salomon Blosset de Loche
Salomon Blosset de Loche, (1648-21 octobre 1721), seigneur de Loché, est un officier huguenot qui combattit dans les troupes de Guillaume III d'Orange-Nassau.

## Biographie
Salomon Blosset de Loche est né dans le hameau de Val d'Isère, dépendant de Tignes, dans le Dauphiné. Sa famille, les Blosset, de confession protestante, sont originaires de Bourgogne (château de Coulon à Mouron-sur-Yonne (Morvan) et seigneurie de Loché, près de Mâcon). Son père, Paul de Blosset, seigneur de Loché, a quitté le Nivernais en raison des guerres de religion et trouvé refuge dans le Dauphiné.
Après la révocation de l'édit de Nantes, Salomon Blosset rejoint les membres de l'Église évangélique vaudoise (comme son père l'avait fait avant lui en 1663).
Il rejoint les troupes du futur roi d'Angleterre, Guillaume III d'Orange-Nassau. Il devient capitaine huguenot et le 17 juillet 1692, prend le commandement d'un régiment de 800 hommes au service du duc de Savoie, Victor-Amédée II de Savoie. Le 4 octobre 1693, il combattit lors de la bataille de Marsaille dans le Piémont. Il fut partie prenante d'autres combats dans le Brandebourg et en Flandre.
Après l'accession au trône de Guillaume III d'orange-Nassau, ce dernier lui octroie des terres en Irlande et s'installe à Dublin avec d'autres protestants français ayant combattu dans les rangs des régiments huguenots, et perçoit une pension de 6 shillings par jour.
Il se maria deux fois, la première fois en France avec Catherine Oddos de Bonniot, puis plus tard en exil avec la sœur ou belle-sœur du capitaine Théophile de la Cour Des Brisay. Il eut quatre enfants avec sa première femme, Paul, Antoine, Salomon junior et Marie. L'un de ses fils, Salomon junior, épousa Jeanne de Chateigner de Cramahé, fille du capitaine huguenot Hector-François Chateigner de Cramahé et des Rochers.